# Снопки
Снопки (бел. Снапкі) — деревня в Волковысском районе Гродненской области Белоруссии. Входит в состав Шиловичского сельсовета.

## География
Деревня находится в юго-западной части Гродненской области, на правом берегу реки Наумки, при автодороге Н-20169, на расстоянии приблизительно 15 километров (по прямой) к западу от города Волковыск, административного центра района. Абсолютная высота — 180 метров над уровнем моря. Площадь населённого пункта — 0,1039 км².

## История
По состоянию на 1905 год, в Спопках проживало 243 человека. В административном отношении деревня входила в состав Шиловичской волости Волковысского уезда Гродненской губернии.
Согласно Рижскому мирному договору (1921), деревня вошла в состав межвоенной Польши. Входила в состав гмины Мстибув Волковысского повета Белостокского воеводства. В 1921 году числилось 206 жителей, проживавших в 41 доме. В этническом составе населения того периода поляки составляли 100 %. В конфессиональном составе населения преобладали католики (100 %).
С 1939 года в БССР.

## Население
По данным переписи 2009 года, в деревне проживало 27 человек.
| Год  | Население, человек |
| ---- | ------------------ |
| 1905 | 243                |
| 1921 | ↘ 206              |
| 2009 | ↘ 27               |